# Тыгда (река)
Тыгда — река в Амурской области России, правый приток Зеи.
Исток — на Амурско-Зейской равнине, в 15 км северо-западнее села Тыгда Магдагачинского района. Долина реки заболоченная. Русло извилистое, течение медленное. Длина — 264 км, площадь водосборного бассейна — 4740 км². В нижнем течении пересекает Усть-Тыгдинский заказник. В периоды 1913—1918 и 1954—1956 гг. на реке велись гидрологические наблюдения.

## Происхождение названия
В переводе с эвенкийского языка: тыгдэ — непрерывный дождь, ненастье.

## Данные водного реестра
По данным государственного водного реестра России относится к Амурскому бассейновому округу, речной бассейн реки Амур, речной подбассейн реки — Зея,
водохозяйственный участок реки — Зея от Зейского гидроузла до впадения р. Селемджа.
По данным геоинформационной системы водохозяйственного районирования территории РФ, подготовленной Федеральным агентством водных ресурсов:
- Код водного объекта в государственном водном реестре — 20030400212118100033078
- Код по гидрологической изученности (ГИ) — 118103307
- Код бассейна — 20.03.04.002
- Номер тома по ГИ — 18
- Выпуск по ГИ — 1

### Притоки (км от устья)
| - 2 км: река Оргулек (пр) - 10 км: река Падь Валова (пр) - 14 км: река Каменушка (пр) - 34 км: река Безымянный (пр) - 46 км: река Манегровский (лв) - 50 км: река Сиваки (пр) - 78 км: река Тихоновский (пр) - 89 км: река Сухо (лв) - 111 км: река Большой Дикаль (лв) - 125 км: река Нижний Эктыш (Пороховский) (лв) - 131 км: река Эктыш (Верхний Эктыш, Эртыш) (лв) | - 145 км: река Савушкин (лв) - 150 км: река Михайловский (лв) - 153 км: река Сектан (пр) - 164 км: река Буяк (пр) - 184 км: река Березовский (лв) - 198 км: река Угадаевский (пр) - 202 км: река Золотой Ключ (лв) - 205 км: река Желтунак (лв) - 216 км: река Помиловский (пр) - 229 км: река Каменушка (лв) - 237 км: река Великие Лужки (пр) |